# 마르코프 네트워크
마르코프 네트워크 또는 마르코프 임의장(Markov random field)은 확률 변수의 집합 {\displaystyle {\mathcal {X}}}의 결합 확률 분포의 모형이다.
마르코프 네트워크는 의존성의 표현과 관련하여 베이즈 네트워크와 유사하지만, 마르코프 네트워크는 순환 의존과 같은 베이즈 네트워크가 표현할 수 없는 것을 표현할 수 있다.
마르코프 네트워크는 방향성이 없는 그래프 G와 퍼텐셜 함수의 집합으로 이루어진다.

## 같이 보기
- 그래프 모형
- 마르코프 연쇄
- 마르코프 논리 네트워크
- 이징 모형